# サン＝サンソン＝シュル＝ランス
サン＝サンソン＝シュル＝ランス （Saint-Samson-sur-Rance、ブルトン語Sant-Samzun）は、フランス、ブルターニュ地域圏、コート＝ダルモール県のコミューン。

## 地理
ディナン近郊のランス川河岸にある。ディナールおよびサン・マロから約20kmのところにあり、サン＝ブリユーおよびレンヌから45分ほどのところにある。

## 歴史
美しいトランブレのメンヒルの存在が証明しているように、人が定住し始めたのは少なくとも新石器時代以降である。
サン・サンソン・ジュト・リヴェ（Saint-Samson-jouxte-Livet）の小教区はサン・マロ司教区に周囲を取り囲まれたドル司教区の飛び地で、聖サンソンを守護聖人としていた。
聖サンソンの名にちなんだ名称でコミューンとなったのは1790年である。1962年6月25日より現在の名称となっている。

## 人口統計
| 1962年 | 1968年 | 1975年 | 1982年 | 1990年 | 1999年 | 2006年 | 2011年 |
| ------ | ------ | ------ | ------ | ------ | ------ | ------ | ------ |
| 494    | 477    | 548    | 874    | 1180   | 1151   | 1429   | 1525   |

参照元:1999年までEHESS、2004年以降INSEE

## 史跡

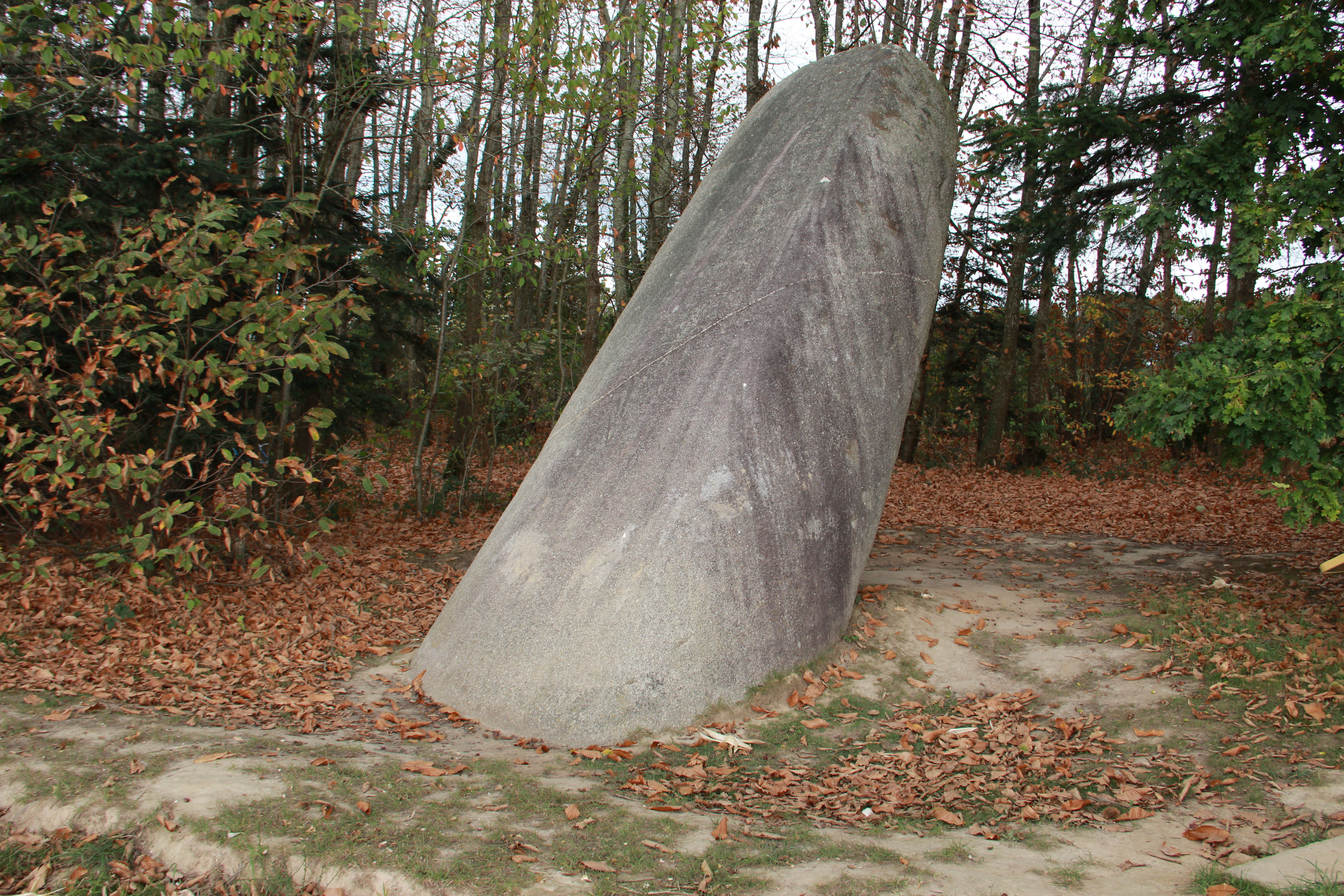
トランブレのメンヒル

- トランブレのメンヒル - コミューンの郊外にある。地盤が軟弱なため、約45度に傾いている。